# Trapp Ikka Monogatari
Trapp Ikka Monogatari (яп. トラップ一家物語, Тораппу ікка моноґатарі, укр. Історія родини Трапп) — аніме-серіал режисера Кодзо Кусуба, створений студією Nippon Animation. Є частиною серії «Кінотеатр світових шедеврів». Історія заснована на автобіографічній книзі «Історія співаків родини Трапп» австрійської співачки Марії фон Трапп.

## Сюжет
1936 рік. Марія Кутчера — вісімнадцятирічна дівчина, яка у дитинстві втратила батьків. Після закінчення школи вона вирішує стати черницею, тому дівчина вирушає в Зальцбург, у Ноннбергський монастир, де її приймають у послушниці. Однак настоятелька монастиря незабаром розуміє, що чернече життя не підходить веселій та товариській Марії, після чого настоятелька вирішує випробувати дівчину — за дев'ять місяців до прийняття обітниць вона відправляє Марію на віллу барона Георга фон Траппа як гувернантку для його слабкої здоров'ям дочки, котру теж звуть Марією.
Барон фон Трапп, колишній офіцер військово-морських сил і герой Першої світової війни, недавно овдовів і залишився один із сімома дітьми. Спершу у Марії, яка була вже двадцять шостою гувернанткою, справи йдуть не дуже добре. Діти барона налаштовані вороже щодо до неї, але завдяки її доброті та співчуттю незабаром прив'язуються до неї.

## Персонажі
- Марія Кутчера — головна героїня. 18 років. Осиротіла в ранньому дитинстві. Її день народження — 25 січня. Після закінчення Віденської звичайної школи стала ученицею невербального монастиря, але невдовзі після прийняття до монастиря Марію відправили до родини барона фон Траппа, де вона стала 26-ю гувернанткою. Хобі — співати, грати на гітарі, ходити в гори, а також шити і вишивати. Любить тварин.
- Георг фон Трапп — барон, голова родини фон Трапп. 38 років. Видавець. Колишній військовий. Під час Першої світової війни був офіцером військово-морських сил австрійського флоту. Любить курити сигарети. Любить бувати на морі, вміє плавати і кататися на лижах, а також грати на скрипці.
- Руперт фон Трапп — старший син родини фон Трапп. 14 років. Учень середньої школи. Налаштовував своїх братів і сестер проти гувернанток, найнятих після смерті матері. Хобі — виготовлення дерев'яних ляльок.
- Хедвіг фон Трапп — старша дочка родини фон Трапп. 13 років. Ходить до школи для дівчаток.
- Вернер фон Трапп — другий син родини фон Трапп. 10 років. Навчається в четвертому класі початкової школи.
- Марія фон Трапп — друга дочка родини фон Трапп. 8 років. Щоб не плутати її з Марією, її звуть «Маленька Марія». Найбільше з дітей барона була прив'язана до своєї матері. Через хворобу її серце стало слабким, через що вона не може ходити в школу.
- Йоганна фон Трапп — третя дочка родини фон Трапп. 6 років. Жвава і весела, вчиться в першому класі, але занадто мала, щоб ходити пішки до школи, тому батько дозволяє їй навчатися вдома.
- Мартіна фон Трапп — четверта дочка родини фон Трапп. 5 років. Замкнута і мовчазна, ніколи не розлучається зі своїм плюшевим ведмедиком на ім'я Ніколетта.
- Агата фон Трапп — молодша дочка родини фон Трапп. 3 роки.
- Баронеса Матільда — після смерті дружини Георга її запросили на віллу барона, щоб вона допомагала виховувати дітей.